# Дігтярі (село)
Дігтярі́ — село в Україні, у Лебединській міській громаді Сумського району Сумської області. Населення становить 2 осіб. До 2020 орган місцевого самоврядування — Павленківська сільська рада.

## Географія
Село Дігтярі знаходиться біля витоків річки Грунь, нижче за течією примикає село Мартинці.

## Історія
За даними на 1864 рік на казенному хуторі Лебединського повіту Харківської губернії, мешкало 56 осіб (29 чоловічої статі та 27 — жіночої), налічувалось 4 дворових господарства.
12 червня 2020 року, відповідно до Розпорядження Кабінету Міністрів України № 723-р «Про визначення адміністративних центрів та затвердження територій територіальних громад Сумської області», увійшло до складу Лебединської міської територіальної громади.
19 липня 2020 року, після ліквідації Лебединського району, село увійшло до Сумського району.